# Aleksander Rogalski
Aleksander Rogalski (ur. 23 października 1912 w Niszczewicach, zm. 7 maja 1996 w Poznaniu) – polski eseista, publicysta, historyk i krytyk literatury.

## Życiorys
W latach 1931–1936 studiował literaturę, filozofię i socjologię na Uniwersytecie Poznańskim. W roku 1945 uzyskał doktorat filozofii, a w roku 1965 habilitował się w dziedzinie historii współczesnej literatury niemieckiej. W latach studenckich rozpoczął pracę krytycznoliteracką i publicystyczną, ogłaszając recenzje, omówienia, felietony, szkice na łamach wielu czasopism Polski międzywojennej, o zasięgu regionalnym i ogólnokrajowym. 
W czasie okupacji hitlerowskiej przebywał w Warszawie. Lata wojny i okupacji spędził początkowo w Inowrocławiu, a następnie w Warszawie. Aktywnie uczestniczył w konspiracyjnym życiu literackim i kulturalnym (1939-1942), pracował w Sekcji Zachodniej Departamentu Informacji Armii Krajowej (1942-1944). Drukował artykuły w prasie podziemnej, m.in. redagował miesięczny dodatek do „Rzeczpospolitej Polskiej” - „Ziemie Zachodnie Rzeczypospolitej” (1942-1944). Był też redaktorem i współautorem pracy „Z pierwszej linii frontu” (1943), jednej z najobszerniejszych książek, jakie wyszły z polskich oficyn podziemnych. Po powstaniu, które przeżył na warszawskiej Starówce, po pobycie w obozie przejściowym w Pruszkowie, wyjechał do Radomska, a następnie do Częstochowy, gdzie opisał te wydarzenia w relacji „Tragedia bez końca”, którą w 1965 r. opublikował E. Serwański w zbiorze „Życie w powstańczej Warszawie”. 
Jako krytyk literacki pozostał pod wpływem personalizmu chrześcijańskiego. Do Poznania wrócił w marcu 1945 roku. Pracował jako redaktor w Zachodniej Agencji Prasowej i kierownik Studium Niemcoznawczego przy Instytucie Zachodnim (1945–1949). W okresie 1954–1956 był redaktorem naczelnym „Wrocławskiego Tygodnika Katolików”, w latach 1965-1972 był zastępcą redaktora naczelnego miesięcznika „Nurt”, w okresie 1960-1976 pełnił obowiązki redaktora naczelnego Instytutu Wydawniczego „Pax”, współredagując m.in. miesięcznik „Życie i Myśl” (1950). Od 1992 roku był redaktorem naczelnym pisma „Europa - czasopismo kulturalne” wydawanego w Poznaniu. Był członkiem m.in. Syndykatu Dziennikarzy Wielkopolskich (1936-1939), Stowarzyszenia Dziennikarzy Polskich (1945-1950), Instytutu Zachodniego, Poznańskiego Towarzystwa Przyjaciół Nauk. W latach 1956–1982 należał do Stowarzyszenia „Pax”. W okresie 1946–1983 był członkiem dawnego Związku Literatów Polskich (prezes Oddziału w Poznaniu 1949-1952, 1965-1966). Od roku 1989 należał do Stowarzyszenia Pisarzy Polskich. Był członkiem PEN-Clubu.
Jest laureatem licznych nagród, między innymi Nagrody Literackiej miasta Poznania (1958) za całokształt twórczości literackiej, Nagrody im. Włodzimierza Pietrzaka (trzykrotnie: 1952, 1963, 1982) i Nagrody im. Jana Kasprowicza (1983), Nagroda I stopnia Ministra Kultury i Sztuki za twórczość literacką związaną z literaturą niemiecką i skandynawską. W 1988 roku otrzymał wyróżnienie Doroczne Funduszu Literatury za książkę „Wspomnienia i przypomnienia”. Książka „Most nad przepaścią” uznana została przez Radio Wolna Europa za najlepszą książkę krajową roku 1963. Otrzymał ponadto następujące odznaczenia: Złoty Krzyż Zasługi (1955), Krzyż Kawalerski (1965), Krzyż Oficerski (1973) oraz Krzyż Komandorski (1981) Orderu Odrodzenia Polski. 
Bibliografia prac Aleksandra Rogalskiego obejmuje prawie 40 pozycji książkowych, liczne przedmowy i opracowania oraz ogromną liczbę publikacji prasowych, esejów, rozpraw i recenzji. W bogatym dorobku pisarza dominują sprawy niemieckie, od doraźnej publicystyki pierwszych lat po wojnie („Już nigdy więcej”), po rozprawy dotyczące zarówno zagadnień historycznych („Za kulisami Mustergau)”, „NRF - elementy rzeczywistości”), a także szkice i studia poświęcone tradycji i współczesności niemieckiej kultury i literatury („Pasażerowie Arki Noego”, „Przedziwny świat”, „W kręgu Nibelungów”, „Zbliżenia”). W zasięgu zainteresowań pisarza leży również literatura francuska, skandynawska, angielska i amerykańska, a także polska, rozpatrywana w powiązaniu z problematyką kultury współczesnej. Dominującym wątkiem w całej twórczości Aleksandra Rogalskiego jest chrześcijańskie widzenie świata, szukanie tych wartości w działaniu i twórczości jednostek i całych pokoleń.

## Publikacje
- 1937 - Stanisław Przybyszewski. Próba rewizji tradycji
- 1943 - Z pierwszej linii frontu
- 1946 - Akcja kulturalna na Ziemiach Odzyskanych
- 1946 - Miasta niemieckie dzisiaj
- 1946 - Niemcy rozgromione
- 1947 - Już nigdy więcej
- 1952 - Katolicyzm w Niemczech po II wojnie światowej
- 1955 - Kościół katolicki na Śląsku
- 1956 - Kościół katolicki na Warmii i Mazurach
- 1956 - Literatura i cywilizacja
- 1958 - W kręgu Nibelungów
- 1958 - Profile i preteksty
- 1959 - Dramat naszego czasu
- 1960 - Rosja-Europa
- 1961 - Taki był Hitler
- 1962 - Niemiecka Republika Federalna
- 1963 - Zbliżenia
- 1963 - Most nad przepaścią. O Tomaszu Mannie
- 1965 - Za kulisami „Mustergau
- 1965 - Próba konfrontacji
- 1965 - Pasażerowie Arki Noego
- 1969 - Pod północnym niebem
- 1969 - Dobraczyński
- 1971 - Szkice amerykańskie
- 1973 - Nowa konstelacja

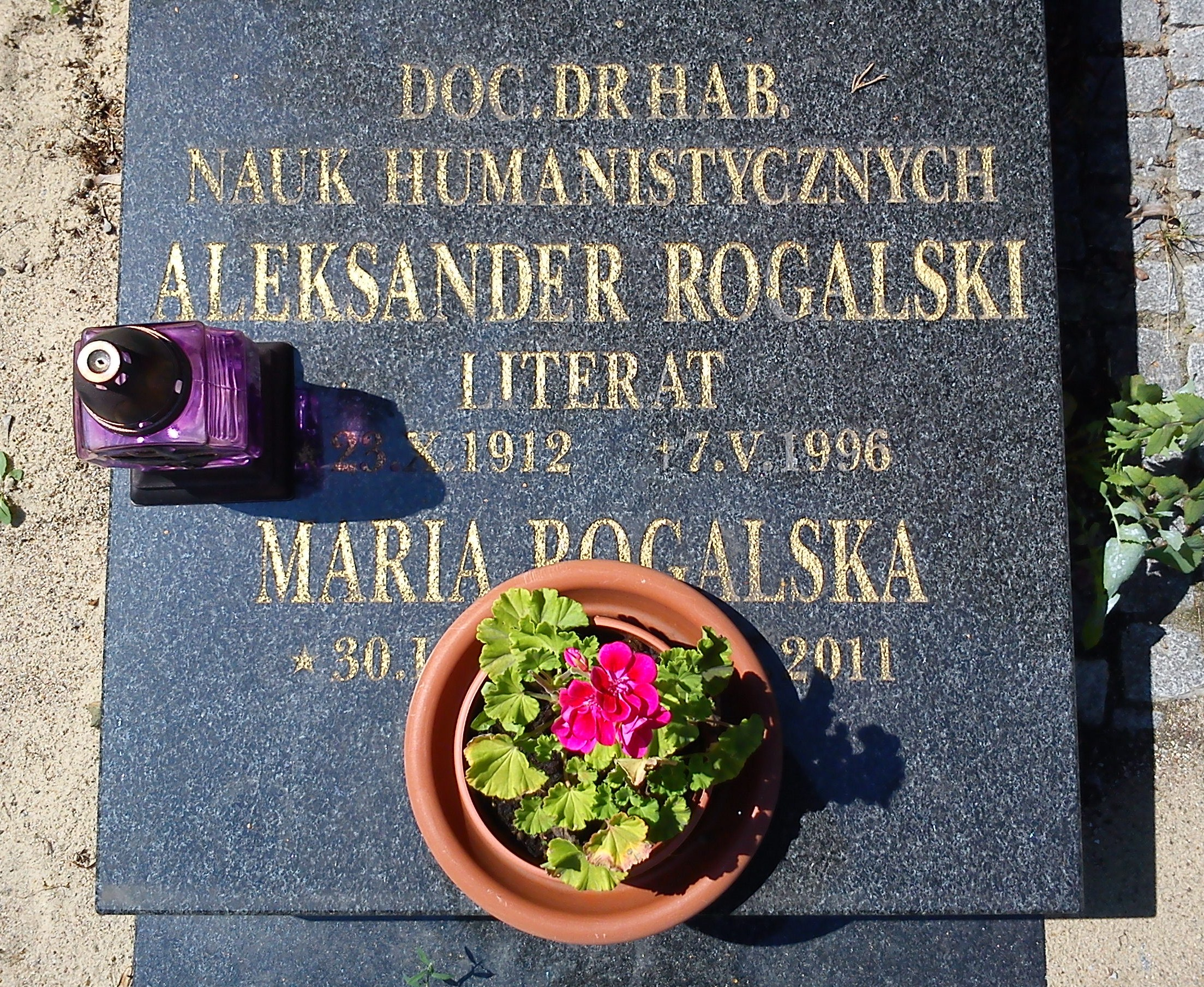
Grób na cmentarzu św. Jana Vianneya

- 1974 - NRF - elementy rzeczywistości
- 1974 - Twórcy, dzieła, postawy
- 1975 - Tomasz Mann
- 1975 - Tomasz Mann w oczach krytyki światowej
- 1977 - Myśli i wyobrażenia
- 1977 - Tryptyk miłosny
- 1980 - Annetta i Emilia
- 1980 - Trzy portrety niemieckie
- 1981 - Knut Hamsun
- 1981 - Jan Dobraczyński (w języku angielskim)
- 1983 - W kręgu przyjaźni
- 1984 - Przedziwny świat: szkice z dziejów literatury niemieckiej
- 1985 - Ku światłu
- 1987 - Wspomnienia i przypomnienia
- 1988 - Między fascynacją a krytycyzmem